# Lake Miers
Lake Miers är en sjö i Antarktis. Den ligger i Östantarktis. Nya Zeeland gör anspråk på området. Sjön ligger 412 meter över havet.